# Hervormde Kerk (Akersloot)
Hervormde Kerk is een kerk gelegen aan het Dielofslaantje 4 in het Noord-Hollandse Akersloot. De zaalkerk met houten torentje kwam 1836 tot stand naar ontwerp van Waterstaatsopzichter Hermanus Hendrik Dansdorp. 

## Geschiedenis
De kerk begon in de 13e eeuw als een Romaanse kerk. Vanuit deze fundamenten werd in een laatgotische kruiskerk gebouwd die was gewijd aan Jacobus de Meerdere. In de 14e eeuw bouwde men een toren met een stenen spits. De toren stortte in 1652 in en een deel van de kerk werd verwoest. Hetzelfde jaar bouwde men een nieuwe toren, maar het geheel was in 1836 zo bouwvallig geworden dat alles moest worden afgebroken. Met het oude materiaal werd een nieuw godshuis opgetrokken dat in 1837 in gebruik werd genomen. In 1895 werd er een consistoriekamer aangebouwd. In de jaren 1963-65 en 1991 vonden restauraties plaats.
In de kerk bevindt zich een eenklaviers orgel dat in 1802 was gemaakt door Abraham Meere voor de Oud Katholieke Kerk in Egmond aan Zee. In 1877 is het overgeplaatst naar Akersloot en in 1972 gerestaureerd door Flentrop Orgelbouw uit Zaandam. In 1984 werd door glazenier Frans Balendong een roosvenster vervaardigd. 
Het gebouw kan worden gehuurd voor een huwelijksviering of concert.